# مصرف عبر العراق
مصرف عبر العراق مصرف عراقي خاص أُسس عام 2006،  يبلغ رأس المال للمصرف 264 مليار دينار.